# Allophylus
Allophylus L. – rodzaj roślin należący do rodziny mydleńcowatych (Sapindaceae Juss.). Obejmuje co najmniej 212 gatunków występujących naturalnie na całym świecie w strefie międzyzwrotnikowej.

## Systematyka
Pozycja systematyczna według APweb (2001...)
Rodzaj należy do podrodziny Sapindoideae Burnett, rodziny mydleńcowatych (Sapindaceae Juss.), rzędu mydleńcowców (Sapindales Dumort.), należącego do kladu różowych w obrębie okrytonasiennych.
Wykaz gatunków